# Endoglicosidasa
Una Endoglicosidasa es una enzima que es capaz de liberar oligosacáridos de una glicoproteína, glicopéptido o glicolípido, o que simplemente puede clivar una cadena polisacárida entre residuos que no son los que ocupan la posición terminal. Sin embargo su actividad liberando oligosacáridos de proteínas conjugadas o glicolípidos es más común.
Actúa rompiendo los enlaces glicosídicos entre dos monómeros de azúcar en el polímero. El mecanismo es diferente al de una exoglicosidasa ya que no se lleva a cabo en un residuo terminal. Por lo tanto su utilidad principal es para liberar largas cadenas de carbohidratos de moléculas conjugadas con ellos. Si en uno de estos casos se utilizara una exoglicosidasa, sería necesario remover uno por uno todos los monómeros en la cadena glicosídica para removerla de su conjugado, empleando para ello un tiempo considerable. Una endoglicosidasa requiere solo un corte para liberar el producto polimérico.
Existen diversos tipos de endoglicosidasas, entre ellas las endoglicosidasas D, H, F, F1,F2, etc.

## Mecanismo general
El mecanismo es una hidrólisis enzimática que requiere dos moléculas críticas; un donante de protones (con mayor frecuencia un ácido) y un nucleófilo (más frecuentemente una base. El mecanismo de las endoglicosidasas toma dos formas; una protonación catalizada por ácido del oxígeno  glicosídico, manteniendo la conformación estereoquímica del carbono anomérico; o una protonación catalizada por ácido sobre el oxígeno glicosídico con un ataque concomitante de una molécula de agua activado por un residuo básico, conduciendo a una inversión estereoquímica.
Ambos mecanismos exhiben la misma distancia entre el donante de protones y el oxígeno glicosídico, situando al donante de protones lo suficientemente cerca del oxígeno glicosídico para permitir la formación de un puente hidrógeno. Es en la distancia entre el nucleófilo y el carbono anomérico el punto donde ambos mecanismos comienzan a divergir. Debido a que el mecanismo de inversión requiere el suficiente espacio para acomodar una molécula de agua, en este el nucleófilo se encuentra ubicado bastante más lejos del carbono anomérico. En el mecanismo de inversión, esta distancia es solo de 5,5 Å, pero se incrementa a 10 Å en el mecanismo de retención. Mas aún, se ha demostrado que el mecanismo de inversión se produce por un mecanismo de desplazamiento simple que involucra un ion similar a un oxocarbenio como estado de transición. Debido a la proximidad entre grupos carboxilos del mecanismo de retención, ocurre a través de un mecanismo de doble desplazamiento que producie un intermediario covalente de tipo glicosil-enzima.

## Ejemplos de endoglicosidasas
| Endoglicosidasas                                                                   | Polisacárido       | Enlace hidrolizado |
| Endoglicosidasa D                                                                  | .                  | .                  |
| Endoglicosidasa F                                                                  | Glc-Nac            | Glc // Nac         |
| Endoglicosidasa F1                                                                 | .                  | .                  |
| Endoglicosidasa F2                                                                 | Glc-Nac            | Glc // Nac         |
| Endoglicosidasa H                                                                  | diacetilchitobiosa | Nac // asparagina  |
| Nac: N-acetil-glucosamina Ref: Archivado el 4 de julio de 2020 en Wayback Machine. |                    |                    |

Consultar la obra Handbook of Endoglycosidases and Glycoamidases   de Noriko Takahashi

## Aplicaciones y usos potenciales
Se ha demostrado un gran potencial de aplicaciones de las enzimas endoglicosidasas obtenidas por mutagénesis. Estas nuevas enzimas mutadas, cuando son expuestas a compuestos apropiados dirigen la síntesis de oligosacáridos y no hidrolizan las nuevas cadenas poliméricas formadas. 
Esto provee una herramienta extremadamente útil, ya que los oligosacáridos han demostrado tener un gran potencial para su uso terapéutico. Por ejemplo, el hexasacárido globo H puede indicar una transformación maligna en células de mama, próstata y ovarios.
Las endoglicosidasas también poseen potenciales aplicaciones en la lucha contra enfermedades autoinmunes tales como la artritis y el lupus eritematoso sistémico. En el año 2008, un equipo de investigadores demostró que la inyección de endoglicosidasa S "remueve eficientemente el dominio azúcar asociado a IgG in vivo e interfiere con el proceso proinflamatorio mediado por anticuerpos en una variedad de modelos autoinmunes.” Claramente la manipulación y mutación de este tipo de enzimas conlleva una gran esperanza para el combate de un gran número de enfermedades.

## Endo. F2
La endoglicosidasa F2 es una endoglicosidasa de producto bacteriano cuya función es principalmente llevar a cabo el clivaje de oligosacáridos ,  y cataliza fundamentalmente la liberación de oligosacáridos N- ligados de 1 micro mol de Ribonucleasa B denaturada. El mecanismo de esta enzima para efectuar la separación de oligosacáridos, al igual que la mayoría de las endoglicosidasas, es por medio de la hidrólisis en este caso de los oligosacáridos N- enlazados.  
Este tipo de enzimas tiene implicaciones en la investigación de enfermedades autoinmunes , y la manipulación de esta endoglicosidasa tiene el potencial para la lucha contra diversas enfermedades y desórdenes del cuerpo humano. 
La fuente de la cual se obtiene por lo general las Endo. F2 es una recombinación bacteriana entre Elizabethkingia miricola en E. coli, y el almacenamiento debe ser a 4 °C.